# 2008 en arts plastiques
| Années des arts plastiques : 2005 - 2006 - 2007 - 2008 - 2009 - 2010 - 2011    |
| Décennies des arts plastiques : 1970 - 1980 - 1990 - 2000 - 2010 - 2020 - 2030 |

Cette page concerne l'année 2008 en arts plastiques.

## Œuvres
- 2008 : Marat, images d'ordures par Vik Muniz.

## Décès
- 7 janvier : Marcel Mouly, peintre et lithographe français (° 6 février 1918),
- 10 janvier :
  - Abdelaziz Gorgi, peintre tunisien (° 2 juin 1928),
  - Bernard Kagane, peintre et illustrateur français (° 12 janvier 1932),
- 14 janvier : Pierre Sulmon, sculpteur et peintre français (° 9 mai 1932),
- 16 janvier :
  - Marcel Fiorini, peintre et graveur français (° 23 février 1922),
  - Kataoka Tamako, peintre japonaise (° 5 janvier 1905),
- 29 janvier : Bengt Lindström, peintre et lithographe suédois (° 3 septembre 1925),
- 18 février :
  - Pierre Bichet, peintre et cinéaste français (° 29 novembre 1922),
  - K.R.H. Sonderborg, peintre et musicien danois (° 5 avril 1923),
- 23 février : Louis Trabuc, peintre, dessinateur, aquarelliste et assemblier français (° 2 août 1928),
- 29 février : Maurice Loirand, peintre français (° 24 juillet 1922),
- 2 mars :
  - Josette Coras, peintre, graveuse et dessinatrice française (° 3 mai 1926),
  - Jules Perahim, peintre français d'origine roumaine (° 24 mai 1914),
- 7 mars : James Coignard, peintre, graveur et sculpteur français (° 15 septembre 1925),
- 17 mars : Fred Bourguignon, peintre et poète français (° 2 novembre 1916),
- 26 mars : Victor Ruzo, peintre suisse (° 22 décembre 1913),
- 11 avril : Denise Voïta, peintre et dessinatrice suisse (° 14 mars 1928),
- 4 mai :
  - Albert Chubac, peintre et sculpteur suisse (° 29 décembre 1925),
  - Lionel Le Falher, peintre français (° 28 février 1957),
- 12 mai :
  - Robert Rauschenberg, peintre et plasticien américain (° 22 octobre 1925),
  - Lidia Masterkova, artiste russe du mouvement non conformiste, émigrée en France en 1975 (° 8 mars 1927),
- 15 mai : Jean Dubreuil, peintre français (° 24 octobre 1920),
- 18 mai : Pietro Cascella, sculpteur et peintre italien (° 2 février 1921),
- 19 juin : Léon Taerea, peintre, dessinateur de bande dessinée, illustrateur et écologiste français (° 1951),
- 28 juin : Matias Spescha, peintre et sculpteur suisse (° 17 juillet 1925),
- 19 juillet : Bernard Coutant, prêtre et peintre français (° 13 août 1920),
- 28 août : Jean-Claude Janet, peintre figuratif français (° 27 avril 1918),
- 4 septembre : Alain Jacquet, peintre français (° 22 février 1939),
- 12 septembre : Simon Hantaï, peintre français d'origine hongroise (° 7 décembre 1922),
- 27 septembre : Marcello Tommasi, peintre et sculpteur italien (° 29 janvier 1928),
- 4 octobre : Iba N'Diaye, peintre  franco-sénégalais (° 28 mai 1928),
- 9 octobre : Miloud Labied, peintre marocain (° 1939),
- 13 octobre : Salim, peintre indonésien (° 3 septembre 1908),
- 21 octobre : Paweł Jocz, sculpteur, peintre et graphiste polonais (° 6 mai 1943),
- 22 octobre : Annick Gendron, peintre française (° 26 septembre 1939),
- 3 novembre : Pierre Lohner, peintre et dessinateur français (° 11 août 1934),
- 9 novembre : Claude Viseux, peintre et sculpteur (° 3 juillet 1927),
- 18 novembre :  Alexandre Putov, peintre israélien (° 9 mars 1940),
- 19 novembre : Charles Matton, peintre, sculpteur, illustrateur, écrivain, photographe, vidéaste, scénariste et réalisateur de cinéma français (° 13 septembre 1931),
- 22 novembre : Antonio Guansé, peintre, graveur et lithographe espagnol (° 1er janvier 1926),
- 15 décembre : Ben-Ami Koller, peintre, sculpteur, dessinateur, graveur, lithographe et illustrateur français d'origine roumaine (° 14 mai 1948),
- 25 décembre : Václav Švejcar, peintre tchécoslovaque puis tchèque (° 12 juillet 1962),
- 27 décembre : Georges-Armand Favaudon, peintre et sculpteur français (° 16 décembre 1921),
- ? :
  - Gaston Bogaert, peintre et écrivain franco-belge (° 1918),
  - Géula Dagan, peintre et sculptrice israélienne (° 1925),
  - Qin Lingyun, peintre chinois de paysages traditionnel (° 1914).

.